# Midleton
Midleton är en ort i den södra delen av Irland i grevskapet Cork och i provinsen Munster. Det ligger 22 kilometer från Cork City vid floden Owenacurra och vid vägen N25. 2006 hade staden ungefär 4 000 invånare. 
Sedan den 10 november, 1859 finns det järnvägar till staden. Den närmaste flygplatsen är Cork Airport.